# گوهرکلا
گوهرکلا، روستایی است از توابع بخش مرزن‌آباد شهرستان چالوس در استان مازندران ایران.

## جمعیت
این روستا در دهستان بیرون‌بشم قرار دارد و براساس سرشماری مرکز آمار ایران در سال ۱۳۸۵، جمعیت آن ۱۳۸ نفر (۴۲خانوار) بوده‌است. مردم گوهرکلا از قومیت طبری هستند. مردم گوهرکلا به زبان طبری با گویش چالوسی سخن می‌گویند.